# Roger Barthe
Pour les articles homonymes, voir Barthe.
Roger Barthe (en occitan Rogièr Barta), né le 20 mars 1911 à Magalas (Hérault) et mort le 18 janvier 1981 à Montpellier est un essayiste, lexicographe et poète français qui s’est consacré à la défense de l’Europe latine et de la langue occitane.

## Biographie
Roger Barthe est le fils de l’écrivain français de langue occitane Émile Barthe. En 1927, il publie à l’âge de 16 ans son premier recueil de poèmes occitans, La Fe latina. La même année, il intègre le Félibrige dont faisait déjà partie son père ; il en sera élu par cooptation majoral bien plus tard, en 1965.
Il participe en 1934 avec Charles Camproux, Léon Cordes et quelques autres à la création de la revue Occitania qui paraît jusqu'en 1939. C’est dans cette mouvance qu’émerge l’utopie d’un fédéralisme des nations latines, idée qu’il développe plus tard dans ses ouvrages L'idée latine (1950) et L’unité latine (1957).
Sur le plan professionnel, il est d’abord professeur d’espagnol. Après avoir réussi le concours de l’agrégation d'espagnol en 1943, il est nommé professeur à la faculté des lettres de Montpellier. Il quitte plus tard le corps enseignant pour devenir directeur de la compagnie d’assurances L'Urbaine et la Seine, rue de la Victoire à Paris.

## Œuvres

### Poésie
- 1927 : La Fe latina, Las Pajas d’Oc, Béziers
- 1934 : La font perduda, Barcelone (réédité à Paris en 1973)

### Essais
- 1934 : La pensée radicale, Montpellier
- 1950 : Le monde néo-latin, Institut d'études occitanes, Toulouse
- 1950 : L'idée latine, Institut d'études occitanes, Toulouse (réédité en 1962)
- 1957 : L’unité latine, La Celle-Saint-Cloud
- 1966 : Une supernation nécessaire, La France Latine, Paris
- 1977 : Lo silenci de la vergonha, Collège d’Occitanie, Toulouse

### Lexicologie
- 1970 : Lexique français-occitan, Les Amis de la langue d'oc, Paris (réédité en 1973, 1984, 1987)
- 1972 : Lexique occitan-français, Les Amis de la langue d'oc, Paris (réédité en 1980, 1988)

### Divers
- 1965 : Dictionnaire de l'assurance et de la réassurance, Annales de l'idée latine, Paris
- 1969 : Invitation à Perbosc, Aurillac
- 1979 : Pròsas de tota mena, Les Amis de la langue d'oc, Paris